# ケヴィン・ソルボ
ケヴィン・デヴィッド・ソルボ（Kevin David Sorbo, 1958年9月24日 - ）は、アメリカ合衆国の俳優、声優、プロデューサー、監督。ケヴィン・ソーボとも表記される。愛称は”Sorbs”。
代表作は、シンジケーション・テレビドラマの『ヘラクレス』と『アンドロメダ』。劇場映画『ザ・コンクエスト』（『コナン・ザ・グレート』の前日譚）や『ほぼ300』でも知られる。
また、テレビドラマ『The O.C.』では最終シーズンの中盤から最終回にかけ、主人公ライアンの父親を演じた。その他、『ジェシカおばさんの事件簿』『ザ・コミッシュ』『ダーマ&グレッグ』『Just Shoot Me!』『Cybill』『Hawaii Five-0』『23号室の小悪魔』などに、バラエティに富んだ役柄でゲスト出演している。
モデルとしても活躍し、CMにも多く出演している。
妻のサム・ジェンキンスも女優である。

## 来歴
ミネソタ州マウンド出身。ノルウェー系。身長191cm。子供の頃より、野球、アメリカンフットボール、バスケットボール、ゴルフに長けていた。本人曰く、スポーツの道を進むとしたら一番上手な野球を選ぶことになっただろうが、一番好きだったのはフットボールで、野球には情熱を持っていなかったという。いずれにせよ、常に役者になりたいと思っていた。
大学ではビジネス（マーケティングと広告）を勉強していたが中退し、テキサス州ダラスの劇団に入った。たまたま知り合ったモデルの女性に着いて行く形で、「ほんの2か月ほど滞在するつもりで」ヨーロッパに渡航した。ヨーロッパには結局、多くのコマーシャルに出ながら3年間（もしくは3年半）住むことになった。ヨーロッパ滞在中もスポーツを継続した。その後、オーストラリアのシドニーで広告モデルを務めるかたわら50本以上のコマーシャルに出演しながら、半年住んだ。
そしてアメリカに戻り、ロサンゼルスであらためて演技の勉強をしながら150本以上のコマーシャルに出演した。1980年代後半に俳優としてデビューし、プライムタイム番組の『ダラス』『ジェシカおばさんの事件簿』『ザ・コミッシュ』『1st & Ten』などにゲスト出演した。『新スーパーマン』（1993年-1997年）や『Xファイル』（1993年-2002年）の主役候補にも挙がっていた。本人いわく、『ヘラクレス』以前の2年間ほどは仕事も多く、人脈も増え、充実していたという。
出世作となった『ヘラクレス』は、1994年にまず5本のテレビ向け映画が放送され、1995年より6シーズンにわたるテレビシリーズとして放送された。そのオーディションにはさまざまな体型の俳優たちが来ており、その時点では製作側のイメージが固まっていなかったらしく、ソーボはその後、2か月間にわたって6回呼び戻されたという
。『ヘラクレス』はニュージーランドで製作され、ソーボは激しいフィジカルトレーニングを含む1日14時間から18時間のスケジュールをこなし、スタントの大部分も自分で行った。また、同番組では監督も2回務め、共同脚本も1回担当した。『ヘラクレス』は合計176か国で放送され、『ベイウォッチ』を超えて「世界で最も見られているテレビ番組」となった。
1997年には『ザ・コンクエスト』で劇場映画にデビューし（撮影は1996年）、『ヘラクレス』も世界的に成功し、女優サム・ジェンキンスとも婚約していたが、その頃から左肩に痛みを感じるようになり、指も次第に冷たくなっていった。同年9月、3つの脳梗塞がほぼ同時に起こり、左腕内に動脈瘤があることが判明した。脳梗塞の影響で身体のバランスが取れなくなり、両目の視力が10%低下することになった。仕事量を減らさざるを得なくなり、『ヘラクレス』の第5と第6シーズンでは脚本を書き換えたりゲスト出演者を増やしたりスタントマンを雇ったりする措置が取られた。
3年にわたるセラピーと並々ならぬ努力を経て、ようやく「普通」に感じることができるようになったが、視力の低下は元に戻らなかった。
『ヘラクレス』の第6シーズン製作中、3年の出演延長をオファーされたが、「これ以上やるのは自殺行為だ」、「ヘラクレス役では燃え尽きた」という気持ちから断った。
すでに劇場映画でもデビューしていたものの、本人はテレビの方が好きだということで新番組への出演を考えており、CBSとの交渉が行われていた。そんな折、メイジェル・ロッデンベリーから『アンドロメダ』の主演オファーを受けた。同作は『スタートレック』シリーズのクリエイター、ジーン・ロッデンベリーが遺したアイデアに基づいている。元々『スタートレック』の大ファンであったソーボは興味を示し、ジーン・ロッデンベリーが1970年に書いたメモなどを見せられて「よし、やろう!」と決心した。その際、最低44話の出演と、エグゼクティブ・プロデューサー（製作総指揮）の肩書きを約束された。そして、『ヘラクレス』終了を待たずして『アンドロメダ』の契約を行った。『ヘラクレス』の最終（第6シーズン）は8話のみで終わることになった。ソーボによれば、『アンドロメダ』の製作開始前に『ヘラクレス』をフルシーズン製作するだけの時間はあったはずで、自分としてもそうしたかったが、「後から聞いたところによると、僕が番組を去ることにした腹いせで終了を急がせたらしい」という。
ソーボは『アンドロメダ』に出演するため、髪を短くした。また、同じ理由で20から30ポンドの筋肉を落としたとされていたが、後に明かされたところでは脳梗塞後に『ヘラクレス』の撮影現場に復帰した頃にはすでに20ポンド落ちていたという。
なお、髪を短くした後、『ジーナ』（『ヘラクレス』のスピンオフ）の第5シーズン第12話「God Fearing Child」（2000年1月31日放送）に久しぶりにゲスト出演したが、その際、やはり髪を短くしていたガブリエルとの再会場面でお互いのヘアスタイルに関するやり取りがあった。
『アンドロメダ』は2000年から2005年までの全放送期間中、シンジケーション番組No.1を維持した。ソーボは2001年にはシンジケーション・テレビにおける”Most Bankable”（稼ぎ頭）ランキングで、オプラ・ウィンフリーとレジス・フィルビンに次ぐ第3位に入った。
その後も活動を続けており、脳梗塞後だけでも40本以上の作品に出演している（2013年現在）。
1998年発売のアニメビデオ『Hercules and Xena – The Animated Movie: The Battle for Mount Olympus』では、声優としてヘラクレスを演じた。テレビゲームに声を提供することもあり、『ゴッド・オブ・ウォーIII』（2010年）でもヘラクレス（設定は異なる）を演じている。

## 私生活
『ヘラクレス』の第3シーズン第8話「Prince Hercules」（1996年11月放送）にゲスト出演したサム・ジェンキンスとお互いに一目惚れし、ほどなく婚約した。1997年の脳梗塞の際に病院に連れて行ってくれたのも彼女である。2人は、1998年1月に挙式した。その後、サムは『アンドロメダ』に、ソーボが演じた主人公ディランの婚約者役として出演した（「サム・ソーボ」名義）。サムはソーボを支え続け、後年、「脳梗塞があったからこそ結婚した」とも述べている。
ソーボが45歳、サムが35歳の時、長男Braedonが授かった。その後、次男のShane（ミドルネームはノルウェー名のHaaken）が生まれ、3人めの子供（長女）Octaviaが生まれたのはソーボが47歳、サムが39歳の時である。婚約当時より、ソーボは「男、男、女の順で子供が欲しい」と言っていたという。
なお、脳梗塞の際には動くことも困難であり、腕を失う可能性すらあったが、当時は一般には伏せられており、その詳細は2011年に出版された随想録『True Strength: My Journey from Hercules to Mere Mortal—and How Nearly Dying Saved My Life』でようやく明かされた。
ソーボはルター派のキリスト教徒で、非営利団体World Fit for Kidsのスポークスパーソンでもある。

## 作品

### 俳優

#### 映画
| 公開年 | 邦題 原題                                          | 役名                   | 備考       |
| ------ | -------------------------------------------------- | ---------------------- | ---------- |
| 1994   | ザ・スローター/赤い迷宮 Slaughter of the Innocents | ジョン                 |            |
| 1997   | ザ・コンクエスト Kull the Conqueror                | Kull                   |            |
| 2007   | ワイルド・タウン2 Walking Tall: The Payback        | ニック・プレスコット   | ビデオ映画 |
| 2007   | SLIME スライム Something Beneath                   | ダグラス・ミドルトン   | テレビ映画 |
| 2007   | ワイルド・タウン3 Walking Tall: Lone Justice       | ニック・プレスコット   | ビデオ映画 |
| 2008   | ほぼ300 Meet the Spartans                          | キャプテン             |            |
| 2008   | 女子高生VS狼男 Never Cry Werewolf                  | レッド・タッカー       | テレビ映画 |
| 2009   | ファイアー・フロム・ビロウ Fire From Below         | ジェイク・デニング     |            |
| 2009   | ライトニング・ストライク Lightning Strikes         | ブラッドレー           | テレビ映画 |
| 2009   | ビッチ・スラップ 危険な天使たち Bitch Slap         | ミスター・フェニックス |            |
| 2010   | パラドックス PARADOX Paradox                       | Sean Nault             |            |
| 2011   | ソウル・サーファー Soul Surfer                     | ホルト・ブランチャード |            |
| 2011   | ターミネーター・ソルジャー Flesh Wounds            | タイラー               | テレビ映画 |
| 2011   | リミット［75min］ Coffin                           | ショーン・ジャスティス |            |

#### テレビシリーズ
| 放映年    | 邦題 原題                                                | 役名                 | 備考          |
| --------- | -------------------------------------------------------- | -------------------- | ------------- |
| 1995-1999 | ヘラクレス Hercules: The Legendary Journeys              | ヘラクレス／ロバート | 111エピソード |
| 2000-2005 | アンドロメダ Gene Roddenberry's Andromeda                | ディラン・ハント     | 110エピソード |
| 2001      | ダーマ&グレッグ Dharma & Greg                            | チャーリー           | 4エピソード   |
| 2006      | チャーリー・シーンのハーパー★ボーイズ Two and a Half Men | アンディ             | 1エピソード   |
| 2006-2007 | The O.C.                                                 | フランク・アトウッド | 7エピソード   |
| 2007      | サイク/名探偵はサイキック? Psych                         | Byrd Tatums          | 1エピソード   |
| 2010      | Hawaii Five-0                                            | カールトン・バス     | 1エピソード   |
| 2012      | 23号室の小悪魔 Don't Trust the B---- in Apartment 23     | ケヴィン・ソルボ     | 1エピソード   |

### 声優

#### ゲーム
| 放映年 | 邦題 原題                                         | 役名         |
| ------ | ------------------------------------------------- | ------------ |
| 2009   | w:The Conduit                                     | Prometheus   |
| 2010   | ゴッド・オブ・ウォーIII God of War III            | ヘラクレス   |
| 2012   | スカイランダース・ジャイアンツ Skylanders: Giants | クラッシャー |
| 2013   | w:Cloudberry Kingdom                              | Bob          |

### プロデューサー
| 放映年    | 邦題 原題              | 備考       |
| --------- | ---------------------- | ---------- |
| 2001–2005 | アンドロメダ Andromeda | 製作総指揮 |
| 2009      | w:Wolf Canyon          | 製作総指揮 |

### 監督
| 放映年 | 邦題 原題                                     |
| ------ | --------------------------------------------- |
| 1995   | ヘラクレス w:Hercules: The Legendary Journeys |

## 参照
1. 1 2 3 4 5 6 7 8 9 10 11 12 13  Michelle Wilson (The 700 Club) (2013年). “[www.cbn.com/700club/features/amazing/MW154_Kevin_Sorbo.aspx Hercules Actor Kevin Sorbo's Miracle Healing]”. CBN.com. 2013年8月5日閲覧。
2. 1 2 3 4 5 6 7 8 9 10 11 12 13 14 15  “Kevin Sorbo : Wizard World Comic Cons : NASHVILLE COMIC CON OCTOBER 18-19-20, 2013 FRI-SAT-SUN MUSIC CITY CENTER”. Wizard World. 2013年8月5日閲覧。
3. ↑  ケヴィン・ソーボ (Kevin Sorbo) のプロフィール - allcinema
4. 1 2 3 4 5 6 7 8 9 10 11 12 13 14 15 16 17 18  “Interview: Kevin Sorbo Hercules”. AskMen. 2013年8月5日閲覧。
5. ↑  Megan Walsh-Boyle (2007年7月6日). “Hercules’ Kevin Sorbo Channels Clint Eastwood”. TVGuide.com. 2013年8月5日閲覧。
6. 1 2  サム・ジェンキンス (Sam Jenkins) のプロフィール - allcinema
7. ↑  “Kevin Sorbo Official Website - Bio”. 2013年8月5日閲覧。
8. 1 2 3 4 5 6 7 8 9 10  Gilles Nuytens (2007年10月9日). “Kevin Sorbo interview - Hercules - Andromeda”. The Scifi World. 2013年8月5日閲覧。
9. ↑  KSJAA
10. 1 2 3 4 5 6 7 8  Steven Eramo (2001年). “TV Zone (issue 139): Andromeda interview - Kevin Sorbo”. Visual Imagination. 2013年8月5日閲覧。
11. 1 2 3 4 5 6 7 8  Nicki Gostin (2011年10月19日). “Kevin Sorbo's 'True Strength': 'Hercules' Star Says Strokes Were Blessings In Disguise”. ハフィントン・ポスト. 2013年8月5日閲覧。
12. ↑  “Kevin Sorbo Profile”. Metacritic. 2013年8月5日閲覧。
13. 1 2 3 4  Kevin Sorbo (2013年1月24日). “Like My Character, Hercules, I Used to Think I Was Invincible”. ハフィントン・ポスト. 2013年8月5日閲覧。
14. 1 2 3 4 5 6 7 8  Andrew Hamilton (2012年7月13日). “Catching Up with Kevin Sorbo”.   Counter-Currents Publishing. 2013年8月6日閲覧。
15. ↑  Hammel, Sara (2011年10月2日). “Kevin Sorbo Reveals He's Had Several Strokes”. People.com. 2013年8月6日閲覧。
16. 1 2  Bob Heisler (2000年7月10日). “FORMER HERCULES TURNS MORTAL”.  デイリーニューズ (ニューヨーク). 2013年8月6日閲覧。
17. ↑  “Episode Detail: God Fearing Child - Xena: Warrior Princess”. TVGuide.com. 2013年8月6日閲覧。
18. ↑  “Xena: Warrior Princess: God Fearing Child Episode Trivia”. TV.com. 2013年8月6日閲覧。
19. ↑  “Regis Philbin Edges Oprah Winfrey as TV's Hottest Syndication Star”.   PR Newswire. 2013年8月5日閲覧。
20. ↑  “Photos from True Strength”. TRUE STRENGTH by Kevin Sorbo. 2013年8月6日閲覧。
21. ↑  TRUE STRENGTH by Kevin Sorbo - Da Capo Press. 2011年10月11日出版. ISBN 0306820366